# 三峽站
三峽站，副站名「國家教育研究院」，位於臺灣新北市三峽區，為新北捷運 三鶯線（興建中）的捷運車站。預計於2026年通車。車站因位於三峽而得名，站名具地方辨識性。

## 車站概要
車站位於三峽區國慶路上，近三樹路口。車站編號為LB06。

## 車站構造
高架側式穿堂月台車站，站體長度58.7公尺。

## 歷史
- 2017年7月12日，公告各站站名，其中包括「三峽站」。[6]
- 2020年6月9日，加註站名「國家教育研究院」。[7]

### 預定時程
- 2026年，三鶯線正式通車。[8]

## 車站周邊
- 臺北大學特定區
- 國家教育研究院（總院區）
- 新北市三峽區龍埔國民小學
- 新北市三峽區北大國民小學
- 龍埔公園
- 鬍鬚張（三峽北大店）
- 麥當勞（三峽學成店）
- 新北市遊覽車駕駛員職業工會

## 公車資訊
- 停靠 國家教育研究院站牌[9][10][11][12]

| 編號                | 經營業者          | 區間                                      | 備註           |
| ------------------- | ----------------- | ----------------------------------------- | -------------- |
| 802                 | 首都客運          | 三峽國小(三鶯國民運動中心) - 捷運新埔站   |                |
| 885                 | 首都客運          | 三峽國小(三鶯國民運動中心) - 捷運頭前庄站 |                |
| 889                 | 臺北客運          | 臺北大學(三峽校區) - 合宜路(一)           |                |
| 916                 | 首都客運 臺北客運 | 三峽國小(三鶯國民運動中心) - 震安宮       |                |
| 932繞國家教育研究院 | 臺北客運          | 國家教育研究院 - 新北板橋公車站           | 僅停靠東向站牌 |
| 939                 | 臺北客運          | 三峽一站 - 市政府(松壽)                   |                |
| 940                 | 臺北客運          | 大仁路 - 捷運府中站(府中路)               |                |
| 981                 | 臺北客運          | 三峽二站- 永和街口                        |                |